# Martti Kellokumpu
Martti Markus Kellokumpu (* 29. November 1963 in Kemijärvi, Lappland) ist ein ehemaliger finnischer Freestyle-Skier. Er war auf die Buckelpisten-Disziplin Moguls spezialisiert. Kellokumpu gewann die Bronzemedaille bei den Weltmeisterschaften 1986 sowie einmal die Disziplinenwertung und sieben Rennen im Weltcup. 

## Biografie
Martti Kellokumpu ist der Enkelsohn des Skirennläufers und Langläufers Erkki Penttilä (1905–2004). Seine Mutter Ritva Kellokumpu war als Modedesignerin tätig und führte ein Unternehmen in ihrem Heimatort Kemijärvi.

### Sportliche Laufbahn
Kellokumpu gab am 5. Februar 1984 in Courchevel sein Debüt im Freestyle-Skiing-Weltcup. Neben seiner Paradedisziplin Moguls bestritt er anfangs auch Wettkämpfe im Ballett, konnte dabei aber keine nennenswerten Ergebnisse erzielen. In der Saison 1985/86 schaffte er als erster Finne den Durchbruch an die absolute Freestyle-Weltspitze und entschied nach einem dritten Platz am Mont Gabriel in Lake Placid erstmals einen Weltcup für sich. Bei den ersten Weltmeisterschaften in Tignes gewann er hinter Éric Berthon und Petsch Moser die Bronzemedaille. In der Disziplinenwertung wurde er nach einem weiteren Sieg Zweiter.
Noch erfolgreicher verlief der Winter 1986/87 für Kellokumpu. Mit drei Weltcupsiegen in Lake Placid, La Clusaz und am Mont Gabriel sicherte er sich den Gewinn der Disziplinenwertung. Im Gesamtweltcup erreichte er als Elfter ein Karrierehoch. Nach zwei weiteren Siegen im Januar 1988 galt er bei den Olympischen Spielen von Calgary, wo Freestyle-Skiing erstmals mit Demonstrationswettbewerben vertreten war, als Mitfavorit, musste sich dort aber mit Rang 13 begnügen. Nach dem Saisonende beendete er seine Karriere.

### Weitere Karriere
Nach dem Ende seiner sportlichen Laufbahn studierte Kellokumpu Mode- und Industriedesign an der Universität der Künste Helsinki. Anfangs geprägt von der Ski-Bekleidungsfirma seiner Eltern, nutzte er seine Erfahrungen im Spitzensport, um selbst in der Branche Fuß zu fassen. 1994 gründete er gemeinsam mit dem Isländer Jon Erlendsson das Outdoor-Bekleidungsunternehmen ZO-ON, dessen erster Designer er wurde. Später wirkte er für verschiedene Arbeitgeber, unter anderem als Chefdesigner für den bekannten finnischen Outdoor- und Sportartikelhersteller Halti. In dieser Funktion wurde er 2005 für seine Entwürfe „hochtechnologischer, funktioneller und gutaussehender“ Sportbekleidung durch den Verband der Modekünstler als „Finnlands Modedesigner des Jahres“ ausgezeichnet.
Kellokumpu entwarf in den Jahren vor 2014 die Winterbekleidung des finnischen Olympischen Komitees.

## Erfolge

### Olympische Spiele
- Calgary 1988: 13. Moguls (Demonstrationswettbewerb)

### Weltmeisterschaften
- Tignes 1986: 3. Moguls
- Calgary 1988: 13. Moguls

### Weltcupwertungen
| Saison  | Gesamt | Gesamt | Moguls | Moguls | Ballett | Ballett |
| Saison  | Platz  | Punkte | Platz  | Punkte | Platz   | Punkte  |
| ------- | ------ | ------ | ------ | ------ | ------- | ------- |
| 1984    | 67.    | 4      | 29.    | 25     | 51.     | 2       |
| 1984/85 | 38.    | 13     | 15.    | 91     | –       | –       |
| 1985/86 | 14.    | 24     | 2.     | 95     | –       | –       |
| 1986/87 | 11.    | 24     | 1.     | 166    | –       | –       |
| 1987/88 | 18.    | 21     | 4.     | 150    | –       | –       |

### Weltcupsiege
Kellokumpu errang im Weltcup 12 Podestplätze, davon 7 Siege:
| Datum            | Ort          | Land       | Disziplin |
| ---------------- | ------------ | ---------- | --------- |
| 17. Januar 1986  | Lake Placid  | USA        | Moguls    |
| 7. März 1986     | Voss         | Norwegen   | Moguls    |
| 9. Dezember 1986 | Tignes       | Frankreich | Moguls    |
| 16. Januar 1987  | Lake Placid  | USA        | Moguls    |
| 23. März 1987    | La Clusaz    | Frankreich | Moguls    |
| 9. Januar 1988   | Mont Gabriel | Kanada     | Moguls    |
| 30. Januar 1988  | Inawashiro   | Japan      | Moguls    |